# Onthophagus flexicornis
Onthophagus flexicornis là một loài bọ cánh cứng trong họ Bọ hung (Scarabaeidae).